# العلاقات السلوفينية الفلسطينية
العلاقات السلوفينية الفلسطينية هي العلاقات الدولية بين دولة فلسطين وسلوفينيا.

## التاريخ

### التمثيل الدبلوماسي
افتتحت سلوفينيا مكتب تمثيل دبلوماسي لها في الأراضي الفلسطينية عام 2007 في مدينة البيرة.
يُعد التمثيل الدبلوماسي الفلسطيني لدى سلوفينيا عبر سفارتها في النمسا.

### الاعتراف بدولة فلسطين
امتنعت سلوفينيا عن التصويت على قرار الجمعية العامة للأمم المتحدة 67/19 عام 2012.
في 26 يناير 2018، أعلن رئيس سلوفينيا تراجع بلاده عن الاعتراف بدولة فلسطين.
في 21 يناير 2023، أكد رياض منصور مندوب فلسطين الدائم لدى الأمم المتحدة خلال لقاءه مع مسؤولين سلوفينيين في ليوبليانا أهمية الاعتراف بدولة فلسطين ودعم عملية السلام وحل الدولتين.
في 30 مايو 2024، أعلنت حكومة سلوفينيا نيتها الاعتراف بدولة فلسطين.
اعترفت سلوفينيا بالدولة الفلسطينية في 4 يونيو 2024 على حدود 1967.